# ŽOS České Velenice
Železniční opravny a strojírny České Velenice (ŽOS) byly jednou z nejvýznamnějších firem působících v oblasti oprav kolejových vozidel v Československu.

## Historie
Výstavba dílen byla pravděpodobně zahájena v roce 1868, roku 1869 byl zřejmě zahájen provoz. V roce 1871, tedy záhy po svém vzniku, se staly dílny, tehdy v Gmündu, hlavními dílnami Dráhy Františka Josefa, přičemž filiálky měly v Plzni a Vídni. Prvním přednostou dílen se stal Čech Josef Karel a železniční dílny byly spravovány ředitelstvím drah v Praze. V roce 1874 byly dílny v Gmündu poprvé rozšiřovány. Projekt zahrnoval rozšíření krytých pracovišť. V roce 1897 byly dílny přiděleny k ředitelství drah do Vídně. Vývoj dílen se nezastavil ani v době 1. světové války. Přestavbou vznikla nová pracoviště místo starých nevyhovujících.
Po první světové válce bylo na základě smlouvy ze Saint-Germain-en-Laye 10. září 1919 město Gmünd rozděleno. Větší část zůstala v Rakousku, severozápadní část, tj. nádraží, dílny a okolí za řekou Lužnicí, byla od Rakouska odtržena a 31. července 1920 přičleněna k Československu, přestože se nejednalo o historickou součást Českého království. Dílny připadly pod ředitelství drah v Praze. V roce 1938 byly dílny znovu přičleněny k Rakousku. V rámci totálního nasazení bylo do dílen povoláno z Protektorátu Čechy a Morava asi 1000 českých dělníků. 23. března 1945 se po spojeneckém bombardování Českých Velenic ocitly dílny v troskách.
Rudá armáda vstoupila do města 7. 5. 1945 a den nato převzala správu nad dílnami. Dílny se vrátily do Československa a započala jejich obnova. 11. června 1955 lehla popelem celá vozovka. Tehdy dílny zaměstnávaly na tisíc pracovníků. V letech 1956–1965 zde probíhaly opravy rychlíkových parních lokomotiv. V roce 1969 tehdejší technický náměstek Jiří Sedláček zachránil salonní vůz prezidenta Masaryka Aza 80 a umístil ho v areálu dílen jako pomník. V roce 1974 je otevřena nová vozovka, nosným programem se stává oprava vagonů. Závod je přejmenován z Dílen pro opravu kolejových vozidel na Železniční opravny a strojírny České Velenice. V roce 1979 jako poslední dílny v Československu končí opravou lokomotivy 477.043 pravidelné opravy parních lokomotiv a zbytek zaměstnanců se přeškoluje na opravy vozů a elektrických lokomotiv. Parní lokomotivy se dále opravují jen příležitostně. V Českých Velenicích byly opraveny téměř všechny české muzejní parní lokomotivy.[zdroj?] V roce 1989 se ředitelem dílen stal Jiří Sedláček.
Od 1. 10. 1993 byly železniční opravny a strojírny privatizovány. Železniční opravny a strojírny fungovaly od roku 2001 jako akciová společnost ŽOS CZ a.s. Firma ale začala pomalu bankrotovat, a tak v závodu ŽOS začala opravovat vagóny firma PMV servis. Ani ta ale u svého podnikání nevydržela dlouho a během dvou let zkrachovala. V roce 2012 koupila závod firma LEGIOS, která v areálu pokračovala v tradici železničních opraven a strojíren, ale v červnu 2014 ho kvůli reorganizaci uzavřela. O práci přišlo skoro 100 lidí a uzavření závodu se negativně dotklo celého městečka.

## Osobnosti
- Josef Karel
- Jiří Sedláček, inženýr, ředitel ŽOS České Velenice